# گنگاپور
گنگاپور (به انگلیسی: Ghangha Pur) یک منطقهٔ مسکونی در پاکستان است که در ناحیه فیصل آباد واقع شده‌است. گنگاپور ۱۰٬۹۸۸ نفر جمعیت دارد و ۱۹۳ متر بالاتر از سطح دریا واقع شده‌است.